# Set Svanholm

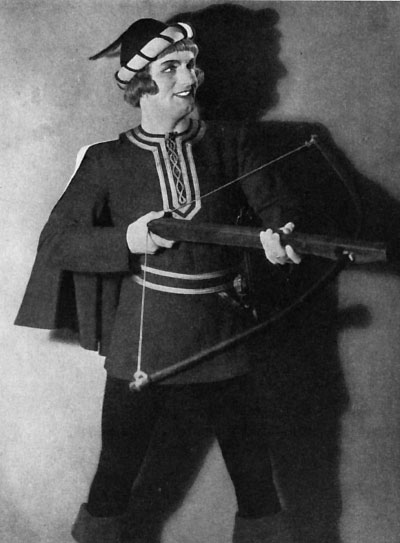
Set Svanholm

Set Svanholm, né à Västerås le 2 septembre 1904 et mort le 4 octobre 1964 à Saltsjö-Duvnäs (près de Stockholm), est un ténor suédois. 

## Biographie

### Formation
Il est d'abord organiste, à Tillberga (en 1922) puis à Säby (en 1924). Il commence sa formation vocale en 1927 à Stockholm puis la poursuit avec John Forsell en 1929-30.

### Carrière
Il fut essentiellement connu dans les grands rôles héroïques wagnériens (Siegfried, Tannhäuser, Siegmund, etc.) et fut un des grands heldentenor de son temps, à une époque où ces rôles étaient tenus par des chanteurs tels que Lauritz Melchior, Max Lorenz, et Franz Völker par exemple. Sa carrière fut à son sommet de la fin des années 1930 au milieu des années 1950. 
Il débuta comme baryton en 1930, dans le rôle de Silvio (dans Paillasse de Leoncavallo) et Figaro de Rossini, et chanta dans ce registre durant six ans, avant de décider de passer ténor, où il se sentait plus à son aise. Il débuta dans ce registre par Radamès (Aïda, de Verdi) puis dans Max (Freischütz de Weber) et Don José (Carmen de Bizet). 
En 1937, il chanta ses premiers Wagner : Siegmund et Lohengrin, et Bruno Walter l'invite à chanter à Vienne l'année suivante Stolzing et Tannhäuser.  En 1942, pendant la guerre, il chante à Bayreuth Siegfried et Tannhäuser à la Scala de Milan et, en 1945 Peter Grimes de Benjamin Britten à Stockholm qu'il est le premier ténor à chanter hors d'Angleterre.
Comme on semble ne pas lui avoir tenu rigueur d'avoir continué à chanter pendant toute la guerre dans l'Allemagne nazie (il est par exemple le Siegfried du dernier Crépuscule des Dieux de cette période à Bayreuth en 1942), il débute au Metropolitan Opera de New York en 1946, dans le rôle du jeune Siegfried, puis succédera à Melchior quand celui-ci prend sa retraite, comme Heldenténor principal jusqu'en 1956. Il chantera en tout dans dix-sept rôles à New-York.
Dans les années d'après-guerre, il est également invité à Covent Garden, La Scala, Hambourg, Berlin, Budapest, Los Angeles et Rio de Janeiro.
En dehors de Wagner, son répertoire incluait Idomenée, Bacchus, Florestan, Hérodes, Vasco de Gama, Samson, Calaf, Canio, Radames, Othello, et d'autres rôles encore.
Devenu directeur de l'Opéra Royal de Stockholm en 1957, il chantera encore une fois Tristan en 1963 à Düsseldorf.

## Style
D'après les enregistrements qu'il laisse (et compte tenu de la technologie d'enregistrement de l'époque), son style vocal semble celui de son temps, vaillant mais pas toujours très souple mais un timbre éminemment noble, mystérieux, littéraire et cultivé. Des qualités vraisemblablement travaillées, qui font merveille dans les opéras de Richard Wagner dont il fait pleinement apparaitre la véhémence du verbe par la seule étoffe du timbre, à l'instar d'un Max Lorenz.

## Disques
On peut mentionner :
- Tristan dans Tristan et Isolde de Richard Wagner, enregistré en 1955 lors d'un concert radiodiffusé à New-York. Éditions Walhall. Chœur et Orchestre du Metropolitan Opera de New-York. Direction Rudolf Kempe.
- Loge dans Das Rheingold, en 1958, premier volet de la première intégrale de la Tétralogie de Richard Wagner enregistrée spécialement pour le disque, sous la direction de Georg Solti (Decca).

Set Svanholm chante en compagnie d'Astrid Varnay (Isolde), Jérôme Hines (Roi Marc), Blanche Thebom (Brangäne), Joseph Meeternich (Kurwenal), James McCracken (Mélot), Paul Franke (Le Berger), Albert Da Costa (Le Jeune Marin) et Calvin Marsh (Le Pilote).
- Recueil d'extraits d'opéras de Wagner, éditions Myto Records SAS (Italie).

Extraits de Lohengrin, Tannhäuser, Les Maîtres Chanteurs de Nuremberg, La Valkyrie sous la direction de Frieder Weissmann, et Siegfried (tout le final, live, avec Eileen Farrell, soprano sous la direction d'Erich Leinsdorf))